# CityCommerce Bank
CityCommerceBank — український універсальний банк, який належав керуючій компанії Global Financial Management Group, кінцевим власником якої є Сергій Тронь і Нуруліслам Аркаллаєв.
21 листопада 2014 року Національний банк України визнав CityCommerceBank неплатоспроможним і ввів у банк тимчасову адміністрацію. Кошти клієнтів CityCommerceBank виплачуватиме Фонд гарантування вкладів фізичних осіб.

## Історія банку
2014 
З початку року акціонери банку тричі здійснювали внески у регулятивний капітал. Станом на 01.07.2014 зареєстроване збільшення регулятивного капіталу на 55 млн.грн. 
2013 
Національний Банк України зареєстрував збільшення статутного капіталу CityCommerce Bank (ПАТ «МІСЬКИЙ КОМЕРЦІЙНИЙ БАНК») на 79 110 000,00 грн. або на 40,4%.
Незалежне уповноважене рейтингове агентство «IBI-Rating» підвищило кредитний рейтинг CityCommerce Bank до рівня uaA і в черговий раз підтвердило індивідуальний рейтинг надійності вкладів на рівні 5 (відмінна надійність).
CityCommerce Bank увійшов до ТОП-5 українських банків щодо зростання кредитного портфеля згідно незалежного дослідження, проведеного виданням «Гроші».
CityCommerce Bank заснований в 2006 році.

## Фінансові показники
Станом на 01.07.14 активи банку становлять 4,4 млрд. грн. Статутний капітал CityCommerce Bank - 400 млн. грн., Регулятивний капітал - 435 млн. грн. Фінансовий результат CityCommerce Bank за 2013 рік - 22,03 млн. грн. (прибуток). Станом на 01.07.2014 CityCommerce Bank відповідно до класифікації Національного банку України входить до III групи банків і займає 43 місце в Україні за розміром активів (з 176 діючих фінустанов).

## Рейтинги
CityCommerce Bank увійшов до ТОП-5 українських банків щодо зростання кредитного портфеля згідно незалежного дослідження, проведеного виданням «Гроші».
- У вересні 2013 р. незалежне уповноважена рейтингова агенція «IBI-Rating» підвищило кредитний рейтинг CityCommerce Bank на рівні uaA та індивідуальний рейтинг надійності вкладів на рівні 5 (відмінна надійність).
- CityCommerce Bank став переможцем I Міжнародного конкурсу «Банк, якому довіряють - 2013» у номінації «Найкращий банк за програмами лояльності для клієнтів» за версією журналу «Банкір».
- Корпоративний стиль CityCommerce Bank був визнаний найкращим серед фінансових установ в 2012 році за версією компанії «Europeum» спільно з видавництвом «КБС-Издат» та журналом «Банкір» в рамках Всеукраїнського конкурсу «Найкраща прес-служба кредитно-фінансової установи-2012».
- CityCommerce Bank став лауреатом IV Всеукраїнського конкурсу «Банк року - 2012» за версією журналу «Банкір» і став переможцем у номінації «Найкращий банк з розрахунково-касового обслуговування».
- CityCommerce Bank - лідер премії UKRAINIAN BANKER AWARDS 2012 в номінації «Відкриття року», проведеної фінансово-економічним тижневиком «Інвестгазета».
- Згідно з рейтингом банків представленого журналом «Експерт», CityCommerce банк посів другу позицію серед банків з високою ліквідністю. Також CityCommerce банку увійшов до переліку банків з найбільшим притоком коштів юридичних осіб в Україні.
- CityCommerce Bank визнали «Банком Року» в рамках рейтингу «Народне визнання - 2012».
- Згідно з рейтингом банків в соціальних мережах, складеного компанією «Простобанк Консалтинг», CityCommerce Bank займає 4 місце серед 33 банківських установ, присутніх в соціальних мережах.
- Фінансова Компанія «Центр Фінансових Рішень», що діє під торговою маркою «КредитМаркет» нагородила CityCommerce Bank дипломом «Найкращий банк-партнер 2012».